# BEAT EXPO
『BEAT EXPO』（ビート エキスポ）は、2008年10月6日から2019年9月30日までFM802で放送されていた生放送のラジオ番組である。

## 概要
2008年10月期の改編によって、同年10月6日からスタートした番組。キャッチフレーズには「夜の入り口を彩る音楽旅行」、「おもてなしの気持ちでつづる2時間」がある。
月・火曜はジャズやヒップホップ・R&Bを主体とした選曲、水・木は日本のバンドも含めたロック色の濃い選曲で、平日の他の番組とは一線を画した構成となっている。
テーマ曲は中塚武「What A Wonderful Girl」。
2019年9月17日の放送で9月末をもっての番組終了と、月・火曜のDJを担当していた竹内琢也のFM802卒業が発表された。後番組は『EVENING TAP』で、水・木曜のDJを担当していた土井コマキは同番組に続役した。

## 放送時間
- 月 - 木曜 19:00 - 21:00（JST）（2008年10月 - 2012年9月、2016年10月 - 2019年9月）

### 過去
- 月 - 木曜 19:00 - 20:48（JST）（2012年10月 - 2016年9月）

『READING FOR YOUR HEART』、『DREAM TRAIN』のネットにともない縮小。

## DJ
- 竹内琢也（2016年4月 - 2019年9月） - 月・火曜日担当
- 土井コマキ（2012年4月 - 2019年9月） - 水・木曜日担当

過去
- 早川和余（2008年10月 - 2012年4月） - 水・木曜日担当
- 吉村昌広（2008年10月 - 2016年3月） - 月・火曜日担当

## タイムテーブル
|               | 月曜日              | 火曜日              | 水曜日                              | 木曜日                          |
| ------------- | ------------------- | ------------------- | ----------------------------------- | ------------------------------- |
| 19:15         | Traffic Information | Traffic Information | Traffic Information                 | Traffic Information             |
| 19:20 - 19:40 |                     |                     |                                     | 象印マホービン RICE TO MEET YOU |
| 19:56         | Headline news       | Headline news       | Headline news                       | Headline news                   |
| 20:00 - 20:10 | お疲れ様コーヒー    | お疲れ様コーヒー    | お疲れ様コーヒー 水曜エキスポ映画部 | お疲れ様コーヒー                |
| 20:25 - 20:40 |                     |                     | おひとりさまテレフォン              | 土井印                          |
| 20:55         | 番組終了            | 番組終了            | 番組終了                            | 番組終了                        |

### 主なコーナー
- おひとりさまテレフォン

一人でいる人に電話をつないでトークを行う。電話をつないだ相手は3つの中から好きなプレゼントを選1んでもらうことができる。なお、2012年までは「奥さまテレフォン」として、「奥さま」に電話をつなぎ、毎週週替わりで耳かきをプレゼントしていた。
- 土井印

土井コマキがいい、おいしいと思ったものに土井印をつけていく。